# Liste der Biografien/Hofh
Liste der Biografien |
Portal Biografien |
Personensuche
# |
A |
B |
C |
D |
E |
F |
G |
H |
I |
J |
K |
L |
M |
N |
O |
P |
Q |
R |
S |
T |
U |
V |
W |
X |
Y |
Z |
?
 
Ha |
Hd |
He |
Hi |
Hj |
Hk |
Hl |
Hm |
Hn |
Ho |
Hr |
Hs |
Ht |
Hu |
Hv |
Hw |
Hy
 
Hoa |
Hob |
Hoc |
Hod |
Hoe |
Hof |
Hog–Hok |
Hol |
Hom |
Hon |
Hoo |
Hop |
Hoq |
Hor |
Hos |
Hot |
Hou |
Hov |
How |
Hox |
Hoy |
Hoz
 
Hofa |
Hofb |
Hofd |
Hofe |
Hoff |
Hofg |
Hofh |
Hofi |
Hofk |
Hofl |
Hofm |
Hofn |
Hofp |
Hofr |
Hofs |
Hoft |
Hofv |
Hofw |
Hofz
Die Liste der Biografien führt alle Personen auf, die in der deutschsprachigen Wikipedia einen Artikel haben. Dieses ist eine Teilliste mit 15 Einträgen von Personen, deren Namen mit den Buchstaben „Hofh“ beginnt.

## Hofh

### Hofha
- Hofhaimer, Paul (1459–1537), österreichischer Komponist

### Hofhe
- Hofheimer, Charlie (* 1981), US-amerikanischer Film- und Theaterschauspieler
- Hofheinz, Marco (* 1973), deutscher evangelischer Theologe
- Hofheinz, Oskar (1873–1946), deutscher Politiker
- Hofheinz, Wolfgang (* 1947), deutscher Ingenieur und Sachbuchautor
- Hofheinz-Döring, Margret (1910–1994), deutsche Malerin und Grafikerin
- Hofheinz-Gysin, Anna (1881–1928), deutsche Dichterin, Pfarrersfrau und Hausfrau
- Hofherr, Anton (1947–2024), deutscher Eishockeyspieler
- Hofherr, Erich (1951–2007), deutscher Jurist und Richter am Bundesverwaltungsgericht
- Hofherr, Franz (* 1949), deutscher Eishockeyspieler und -funktionär
- Hofherr, Hilde (* 1930), österreichische Skirennläuferin
- Hofherr, Klaus (1936–2015), deutscher Kokereifachmann
- Hofherr, Matthias (1829–1909), österreichischer Industrieller
- Hofherr, Otto († 1920), deutscher Fußballspieler

### Hofhu
- Hofhuis, Hendrika (1780–1849), letzte niederländische Person die einer Wasserprobe unterzogen wurde